# 岡山県道467号上二ヶ小鎌線
岡山県道467号上二ヶ小鎌線（おかやまけんどう467ごう かみにかおがもせん）は、岡山県久米郡久米南町から赤磐市に至る一般県道である。

## 概要
久米郡久米南町上二ヶと赤磐市小鎌を結ぶ。

### 路線データ
- 起点：岡山県久米郡久米南町上二ヶ（岡山県道52号勝央仁堀中線交点）
- 終点：岡山県赤磐市小鎌（国道484号交点）

## 地理

### 通過する自治体
- 岡山県
  - 久米郡久米南町 - 赤磐市

### 交差する道路
| 交差する道路                                            | 市町村名 | 市町村名 | 交差する場所 | 交差する場所 |
| ------------------------------------------------------- | -------- | -------- | ------------ | ------------ |
| 岡山県道52号勝央仁堀中線 岡山県道265号周匝久米南線 重複 | 久米郡   | 久米南町 | 上二ヶ       | 起点         |
| 国道484号                                               | 赤磐市   | 赤磐市   | 小鎌         | 終点         |

### 沿線
- JR西日本津山線 弓削駅（起点付近）